# Palazzo Fremaux w Żejtun
Palazzo Fremaux, znany również jako Palazzo de Fremaux, Villa Fremaux lub Villa de Fremaux – nieistniejący już dom miejski w miejscowości Żejtun na Malcie. Budynek wraz z sąsiednim domem służył jako szpital podczas blokady francuskiej w latach 1798–1800. Pomimo tego, że był obiektem uznanym za zabytkowy, w latach 1990–2003 został stopniowo rozebrany.

## Historia
Palazzo Fremaux był budynkiem otoczonym rozległymi ogrodami, który należał do hr. Agostino Formosy de Fremaux, maltańskiego szlachcica, który był konsulem holenderskim i który wspierał jakobinów i francuską okupację Malty. Po wybuchu powstania maltańskiego przeciwko panowaniu francuskiemu w czerwcu 1798 Żejtun stał się ważną siedzibą powstańców maltańskich i ich brytyjskich sojuszników.
Brytyjczycy zlecili Michele Cachii, jednemu z maltańskich przywódców, znalezienie w Żejtun dużego budynku, który miał służyć jako szpital dla rannych żołnierzy brytyjskich. Żaden pojedynczy budynek nie był wystarczająco duży, aby pomieścić szpital dla rannych żołnierzy brytyjskich, maltańskich i neapolitańskich, dlatego wybrano cztery lokalizacje. Były to Palazzo Fremaux i sąsiadujący z nim inny dom miejski, stary kościół św. Katarzyny, willa należąca do biskupa Vincenzo Labiniego i kolejna willa, która również należała do hr. de Fremaux (obecnie znana jako Villa Arrigo).
Najemcy Palazzo Fremaux przez cały okres jego użytkowania jako szpitala uszkodzili części budynku, a niektóre ściany wewnętrzne prawdopodobnie zostały wyburzone, aby powiększyć pomieszczenia na oddziały szpitalne. Po zakończeniu blokady Palazzo Fremaux prawdopodobnie przez jakiś czas pozostawał niezamieszkany. Budynek został później podzielony na kilka mniejszych, będąc przy tym gruntownie zmodyfikowany. Wpisany został na Antiquities List of 1925.
.

### Rozbiórka
W czerwcu 1990 do Planning Areas Permits Board (zarząd zezwoleń na planowanie przestrzenne) złożono wniosek o rozbiórkę budynku i zastąpienie go dwupoziomowym budynkiem z czterdziestoma czterema garażami. Pozwolenie zostało wydane i rozpoczęto rozbiórkę, zanim została zatrzymana na początku 1991 na polecenie Departamentu Muzeów. 
Wnioski o przedłużenie pozwolenia złożono w latach 1992 i 1993, a w lipcu 1993 uzyskano zgodę na kontynuację rozbiórki z zachowaniem elewacji. Pod koniec 1994 budynek został zaklasyfikowany jako zabytek klasy 2, co oznaczało możliwość zmiany lub wyburzenia wnętrza, ale fasada musi pozostać nienaruszona.
Wniosek o wybudowanie trzydziestu ośmiu garaży i dwudziestu pięciu mieszkań z zachowaniem elewacji został rozpatrzony w 1998. Wniosek o rozbiórkę fasady złożono w 2001, jednak został on odrzucony na podstawie wpisu na listę zabytków klasy 2.
Lista zabytków przestała obowiązywać zgodnie z ustawą o dziedzictwie z 2002. W tym samym roku wnioskodawca zwrócił się o ponowne rozpatrzenie, a minister edukacji i kultury Louis Galea uchylił zalecenie dyrektora muzeów dotyczące zachowania fasady. 10 grudnia Komisja Kontroli Rozwoju zatwierdziła wniosek, choć było to sprzeczne z zaleceniem Dyrekcji Planowania. Fasada została rozebrana 20 stycznia 2003. 
Rozbiórce sprzeciwiali się lokalni mieszkańcy, została potępiona również przez Radę Lokalną oraz organizację pozarządową Fondazzjoni Wirt Artna. Poseł Partii Pracy Evarist Bartolo oficjalnie wezwał Louisa Galeę do rezygnacji z urzędu w związku z wyrażeniem przez niego zgody na rozbiórkę.